# Aden Abdullah Osman Daar
Aden Abdullah Osman Daar (Somali: Aaden Cabdulle Cusmaan Daar) (Beledweyne, 9 de dezembro de 1908 – Nairobi, 8 de junho de 2007) foi um político somaliano, foi o primeiro presidente da Somália logo após a sua independência em 1960 (governou no período de 1 de julho de 1960 a 10 de junho de 1967).

## Inicio de vida
Daar nasceu em 9 de dezembro de 1908 na cidade de Beledweyne, situada na região sul-central de Hiraan, na Somália, sendo do clã Hawiye.. Entrou para a política somente em 1944, filiando-se ao novo partido Somali Youth League, nacionalista que desejava a independência da Somália.

## Governo
Quando a Somália conquistou sua independência em 1960, Daar alcançou grande destaque como uma figura nacionalista. Em pouco tempo, ele foi eleito o primeiro presidente do país, um cargo que ocupou de 1960 a 196.7.
Nas eleições presidenciais de 1967, Daar foi derrotado por Abdirashid Ali Shermarke, seu ex-primeiro-ministro. Seu mandato como presidente terminou em 6 de julho de 1967. Daar aceitou a perda democraticmante, fazendo história como o primeiro chefe de Estado na África a entregar pacificamente o poder a um sucessor eleito democraticamente.